# Дети кукурузы 2: Последняя жертва
«Дети кукурузы 2: Последняя жертва» (англ. Children of the Corn II: The Final Sacrifice) — фильм ужасов, являющийся сиквелом экранизации произведения Стивена Кинга. Второй фильм в серии «Дети кукурузы».

## Слоганы
- «The ultimate adult nightmare!» (рус. «Настоящий кошмар для взрослых!»)
- «These children are home alone, too. But their parents won’t be coming back» (рус. «Эти дети тоже остались одни дома. Но их родители не вернутся»).

## Сюжет
Берт и Вики (главные персонажи первого фильма), звонят в полицию. Полиция обнаружила, что все взрослые города Гетлин мертвы. Полиция решает судьбу детей: их приютят жители города Хемингфорд.
Джон Гаррет — журналист, едет в город Хемингфорд, чтобы написать для газеты статью о событиях в городе Гетлин. Он берёт с собой своего сына Денни, с которым у него напряженные отношения. Вскоре Джон встречает женщину по имени Энджела Кэжуал, у них появляется взаимное чувство. Энджела усыновляет подростка Мика. Джон с сыном переезжают к Энджеле.
Гуляя по городу, Денни встречает девушку по имени Лэйси, у них возникают романтические отношения. Возле города бурными темпами начинает расти кукуруза, приезжают корреспонденты, и кукуруза убивает их. На Мика, гуляющего возле кукурузы, внезапно нападает демон. Мика становится одержимым убийствами взрослых, он начинает продолжать идеи Исаака. Мика собирает последователей, они убивают миссис Берк (она спаслась от резни в городе Гетлин), после они убивают её сестру, затем — доктора Ричарда Эпплби. Денни ссорится с отцом, после чего он и Мика становятся друзьями. Денни все больше и больше уходит в религию кукурузы. Джон встречает индейца Фрэнка Рэдбера, тот показывает ему плоды испорченной кукурузы, которую хотят продать, Джон понимает, что эти убийства не случайны: дети опять взялись за своё.
Секта детей сжигает городскую думу, когда там находится большая часть населения города. Денни решает вступить в секту «Того, кто проходит ряды», Мика устраивает испытание Денни: он должен убить свою возлюбленную Лэйси и Энджелу Кэжуал. На кукурузном поле Денни решает сделать это, но на тракторе приезжает его отец и индеец. Денни становится прежним, Джон освобождает Лэйси и Энджелу, Фрэнка смертельно ранит, но он включает трактор, Мика попадает под него и погибает, трактор взрывается и поле сгорает. Утром Джон, Денни, Энджела и Лэйси хоронят Фрэнка по индейскому обычаю и уезжают из города.
После показывают дух Фрэнка, он нарисовал на камне поле и солнце, и промолвив   «Дух раскроет ряды кукурузы, кто раскроет истину в себе»,  уходит в лес и исчезает.

## В ролях
- Райан Боллман — Мика
- Теренс Нокс — Джон Гаррет
- Пол Шеррер — Денни Гаррет
- Кристи Кларк — Лэйси Хэллерстарт
- Марти Терри — Миссис Руби Бёрк
- Розалинд Аллен — Энджела Кэжуал
- Нед Ромеро — Фрэнк Рэдбер
- Эд Грейди — Доктор Ричард Эпплби
- Уоллес Мёрк — Шериф Блейн
- Джон Беннес — Преподобный Холлингс

## Производство
Кинопроизводство началось в конце весны 1991 года, а съёмки в июле 1991 года в Либерти, Северная Каролина. Большинство актёров были местными жители, в том числе часть детей. Сцена с участием пожилой женщины, пролетающей через окно магазина после того, как Мика взял под контроль её инвалидную коляску, была снята в центре города Рамсер, Северная Каролина. Сцена, где Мика и дети сжигали городских старейшин, снимали в доме на углу улицы Ашборо и Лютера в Либерти. Дом был сожжен специально для фильма. Производственная бригада использовала местный пассаж на углу Фейетвилла и Рэйли-Стрит в Либерти в качестве штаб-квартиры во время съёмок. Сын Брайана Юзны Ксено появляется в фильме как один из детей кукурузы.
В комментарии к DVD, режиссер Дэвид Прайс рассказал, что во время съёмок местная христианская группа, которая провела несколько протестов против фильма, подкинула мёртвого грызуна в качестве предупреждения. В результате съёмочная группа построила собственную церковь для нескольких сцен в фильме. Несмотря на это, никаких реальных инцидентов с протестующими не произошло.
Согласно оригинальному проекту сценария, фильм должен был называться «Дети кукурузы 2: Смертельный урожай».

## Музыка
Композитор — Дэниел Лихт.
1. Main Title (Red Bear’s Theme) (2:28)
2. The Waterfall / Micah’s Transformation (3:22)
3. Love In The Corn (2:08)
4. Nosebleed (2:23)
5. On The Porch, At The Table, In The Circle (3:50)
6. Doc Appleby (3:24)
7. A Combine And A House (6:12)
8. Stalking The Newsvan (3:05)
9. Danny And Lacy Kiss (2:33)
10. Hallfire Suite (6:18)
11. Ring Sacrifice / Finale (4:29)
12. Children Of The Corn (End Credits) (2:55)

Общее время звучания: 43:07

## Релиз
Фильм вышел в прокат в США 29 января 1993 года. В первые выходные он собрал 2,7 миллиона долларов, а в итоге за всё время — 6 980 986 долларов США. При этом премьеры фильма на видео состоялись в мае 1992 года в Италии, 10 октября 1992 года в Японии, 21 октября 1992 года в Германии.
Канадская и европейские версии фильма для домашнего просмотра имели немного другую музыкальную партитуру и пропускали последовательность CGI в середине фильма.